# Lutz Weltmann
Lutz Weltmann (geboren am 15. Februar 1901 in Elbing; gestorben am 6. November 1967 in London) war ein deutsch-britischer Literaturkritiker.

## Leben
Lutz Weltmann war ein Sohn des Kaufmanns Jacques Weltmann und der Emma Blumberg. Die Familie zog nach Berlin, wo Weltmann aufwuchs und 1918 das Abitur machte. Er studierte Literatur, Drama und Kunstgeschichte an den Universitäten Berlin und Freiburg und wurde 1924 mit einer Dissertation über Heinrich von Kleist promoviert. Er arbeitete fortan als Theaterkritiker für den Frankfurter General-Anzeiger, das Berliner Tageblatt und die Berliner Volks-Zeitung, schrieb für die Theaterwissenschaftlichen Blätter und arbeitete als Dramaturg 1924/25 am Raimund-Theater in Wien und 1925/27 in Berlin für die Bühnen Victor Barnowskys. Er war Mitglied im Vorstand des Deutschen P.E.N.
Nach der Machtübergabe an die Nationalsozialisten durfte Weltmann nur noch für jüdische Publikationen schreiben und für den Jüdischen Kulturbund arbeiten. Mit der Hilfe von Elisabeth Bergner gelang ihm 1939 die Flucht nach England. Er  schrieb nun für das hektographierte Exilblatt Freie deutsche Kultur und die Freie Tribüne. Weltmann heiratete 1940 die Britin Beryl Elizabeth Hopper, sie hatten einen Sohn. Er wurde von 1940 bis 1943 als Pioniersoldat der British Army eingesetzt. 
Weltmann studierte am King’s College London, machte 1944 ein Lehrerdiplom und arbeitete fortan als Schullehrer für Fremdsprachen. Nebenher gab er auch Kurse am North London Polytechnic. Nach dem Krieg schrieb er für verschiedene deutsche Tageszeitungen, arbeitete für das Radio und übersetzte Werke von Victor Gollancz und von J. B. Priestley ins Deutsche.  

## Schriften (Auswahl)
- Käthe Dorsch : Ein Frauen- und Rampenprofil. Berlin-Grunewald : Horen-Verlag, 1929
- Kasimir Edschmid : der Weg – die Welt – das Werk; ein literarisches Mosaik zum 65. Geburtstag des Dichters am 5. Okt. 1955. Entworfen und zusammengestellt von Lutz Weltmann. Stuttgart : Kohlhammer Desch, 1955

Übersetzungen
- J. B. Priestley: Die fremde Stadt. Übersetzung Lutz Weltmann. Drei Masken, 1946
- Victor Gollancz: Aufbruch und Begegnung. Übersetzung Lutz Weltmann. Gütersloh : Bertelsmann, 1954
- Victor Gollancz: Auf dieser Erde : Erinnerungen. Übersetzung Lutz Weltmann. Gütersloh : Bertelsmann, 1955 (zusammen als Mein lieber Timothy. Ein autobiographischer Brief an meinen Enkel, 1960)